# Kristoffer Vaughan Grude

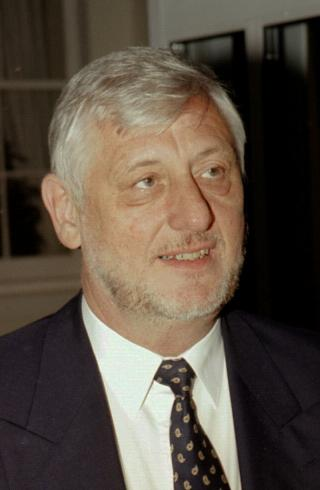
Kristoffer Vaughan Grude

Kristoffer Vaughan Grude, född 31 juli 1945, är en norsk ekonom. 
Grude, som är civilekonom utbildad vid BI, var en av grundarna av Data Logic Norge (nu  Cap Gemini), och en av stiftarna av den internationella revisions- och rådgivningsfirman Coopers & Lybrand As i Norge (nu PWC) där han ledde konsultverksamheten i Norge, samt European Center of Exellence for Project management i C&L och var i Europastyrelsen. Han har föreläst vid flera universitet och högskolor (BI, NHH, Henley Management College etc.) och har i samarbete med Erling S. Andersen och Tor Haug skrivit boken Målinriktad Projektstyrning.